# Constance Moore
Constance Moore (* 18. Januar 1921 in Sioux City, Iowa; † 16. September 2005 in Los Angeles, Kalifornien) war eine US-amerikanische Schauspielerin.

## Leben
Die in Texas aufgewachsene Constance Moore begann ihre Karriere im Showbusiness zunächst als Sängerin. Nicht lange nach ihrem Spielfilmdebüt 1937 erhielt sie zudem einen Vertrag als Schauspielerin bei den Universal Studios. In den nachfolgenden zehn Jahren spielte Moore in einer Reihe von Musicals (u. a. Earl Carroll Vanities (1945), Atlantic City und Hit Parade of 1947 mit Eddie Albert), Western (u. a. Border Wolves), Komödien (u. a. You Can Cheat an Honest Man mit W. C. Fields und Argentine Nights mit den Ritz Brothers) und Dramen (u. a. I Wanted Wings mit Ray Milland und William Holden). Das von ihr im Film Earl Carroll Vanities gesungene Lied Endlessly wurde für einen Oscar nominiert.
Einem breiten Publikum wurde Constance Moore jedoch 1939 als Commander Wilma Deering im B-Movie-Science-Fiction-Serial Buck Rogers bekannt.
1939 heiratete Constance Moore ihren Agenten Johnny Maschio. Nach der Geburt ihrer beiden Kinder zog sie sich 1947 weitgehend vom Showbusiness zurück und übernahm nur noch sporadisch Rollen am Broadway und im Fernsehen an, wie etwa in der Familienserie Window on Main Street mit Robert Young.

## Filmografie (Auswahl)
- 1937: Prescription for Romance
- 1937: Täglich ausverkauft! (You’re a Sweetheart)
- 1938: Border Wolves
- 1938: Wives Under Suspicion
- 1939: You Can Cheat an Honest Man
- 1939: Buck Rogers
- 1939: Ex-Champ
- 1939: When Tomorrow Comes
- 1940: Argentine Nights
- 1941: Las Vegas Nights
- 1941: I Wanted Wings
- 1942: Liebling, zum Diktat (Take a Letter, Darling)
- 1944: Show Business
- 1945: Earl Carroll Vanities
- 1946: Der Bandit von Sacramento (In Old Sacramento)
- 1947: Hit Parade of 1947
- 1961: Window on Main Street